# Jimmie Noone
Jimmie Noone (New Orleans, 1895. április 23. – Los Angeles, 1944. április 19.), amerikai dzsesszklarinétos, zenekarvezető.
Johnny Dodds és Sidney Bechet mellett a lágy és romantikus játékú Noone-t az 1920-as évek egyik legjobb klarinétosának tartja a világ.

## Pályafutása
Egy farmon született a louisianai Cut Offban James Noone gyermekeként. A Hammondban nőtt fel. Kezdetben gitározott. Noone Sidney Bechettől tanult klarinétozni. Karrierje New Orleans-i zenekaroknál indult. A Freddie Keppard, Kid Ory és Buddie Petit által vezetett jelentős együttesekben játszott. 1918-ban Chicagóban telepedett le. Ott Doc Cooke zenekarában játszott, közben pedig Franz Schoepp klasszikus klarinétművésznél is tanult.
1923-ban a King Oliver's Creole Banddel készített felvételeket.
Az 1920-as évek végén saját zenekarát vezette az Apex Clubban és más chicagói helyszíneken. az 1930-as években nagyrészt Chicagóban maradt, 1939-ben pedig egy big bandet vezetett. 1943 körül Kaliforniába költözött és zenekart vezetett, továbbá rádióműsorokban is játszott Kid Oryval. A hagyományos New Orleans-i stílusban és a modernebb Louis Armstrong mellett is remek partnernek bizonyult.
Noone előadása a leghatásosabb végül is szólistaként volt. Klarinétjének telített hangzása, Noone dallamos játéka és a hangszeres technika komplett uralma erősen hatott  a kora dzsesszzenészeire és a swing-korszak klarinétosaira is, különösen Benny Goodmanre. Apex Club zenekarának 1928-as felvételei, amelyeken az altszaxofonossal, Joe Postonnal játszik együtt, átmenetet jelentenek a modernebb swing felé, amelyet Noone és zongoristája, Earl Hines szólói képviselnek.

## Lemezválogatás
- New Orleans Jazz (Olympic, 1975)
- Chicago Dixieland in the Forties (Smithsonian Folkways, 1981)
- Oh! Sister, Ain't That Hot (Jazz Heritage Series, 1983)
- Apex Blues (Decca, 1994)

## Filmek
- Jimmie Noone az IMDb-n